# 17509 Ікумадан
17509 Ікумадан (17509 Ikumadan) — астероїд головного поясу, відкритий 4 травня 1992 року.
Тіссеранів параметр щодо Юпітера — 3,521.